# Brasserie des Franches Montagnes

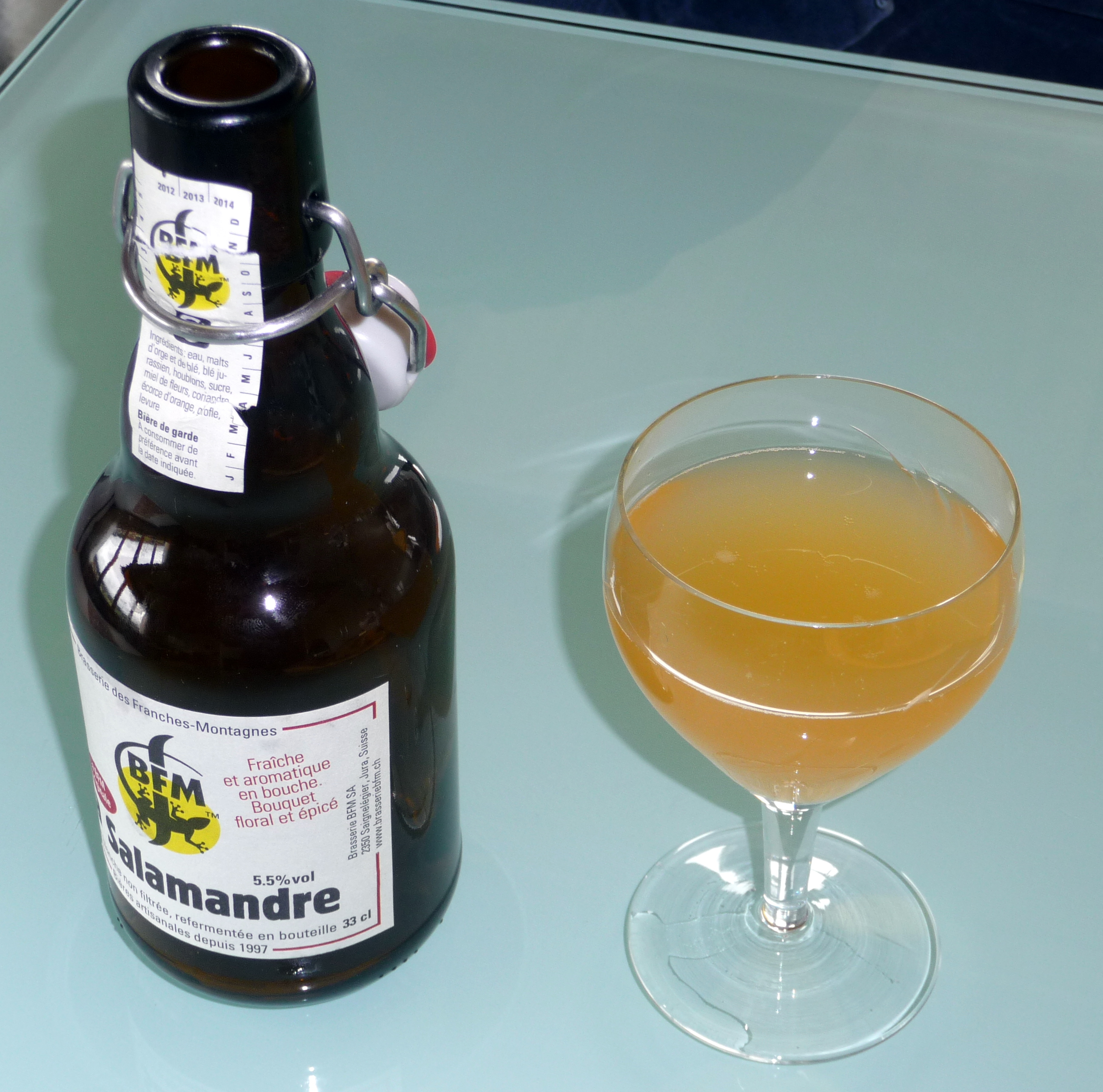
«La Salamandre» von BFM

Die Brasserie des Franches Montagnes (Brauerei der Freiberge) ist eine Brauerei mit Sitz in Saignelégier in der Schweiz.

## Unternehmensgeschichte
Die Brauerei wurde 1997 von Jérôme Rebetez, einem studierten Weinhersteller, gegründet. Er nahm 1997 an einem Wettbewerb im Fernsehen teil («Le rêve de vos 20 ans», RTS) und präsentierte zusammen mit anderen jungen Menschen Ideen, die sie gerne verwirklichen möchten. Rebetez gewann mit seiner Idee, mit Bier die Geschmacksnoten von Wein und Whisky zu erkunden, 50'000 Schweizer Franken, die er in die Gründung einer Brauerei steckte.
Eine Spezialität von BFM besteht darin, dass ihre Biere obergärig, unfiltriert und unpasteurisiert sind. Ebenso werden sie mit verschiedenen Zusätzen wie Salbei («La Meule») oder Lapsang-Souchong-Tee («La Bats») verfeinert. Die Brauer suchen nach wie vor nach neuen und älteren Brautechniken, um sie in den Betrieb einfliessen zu lassen – zum Beispiel werden einige Biere in bereits benutzten Wein- oder Whiskyfässern gereift. BFM hat verschiedene renommierte Preise für ihre Biere gewonnen. Im Jahr 2017 wurde eine Investition in Höhe von sieben Millionen Schweizer Franken angekündigt, um die Produktion von 2000 auf 6000 Flaschen pro Stunde zu erhöhen.